# Pteropodiformes

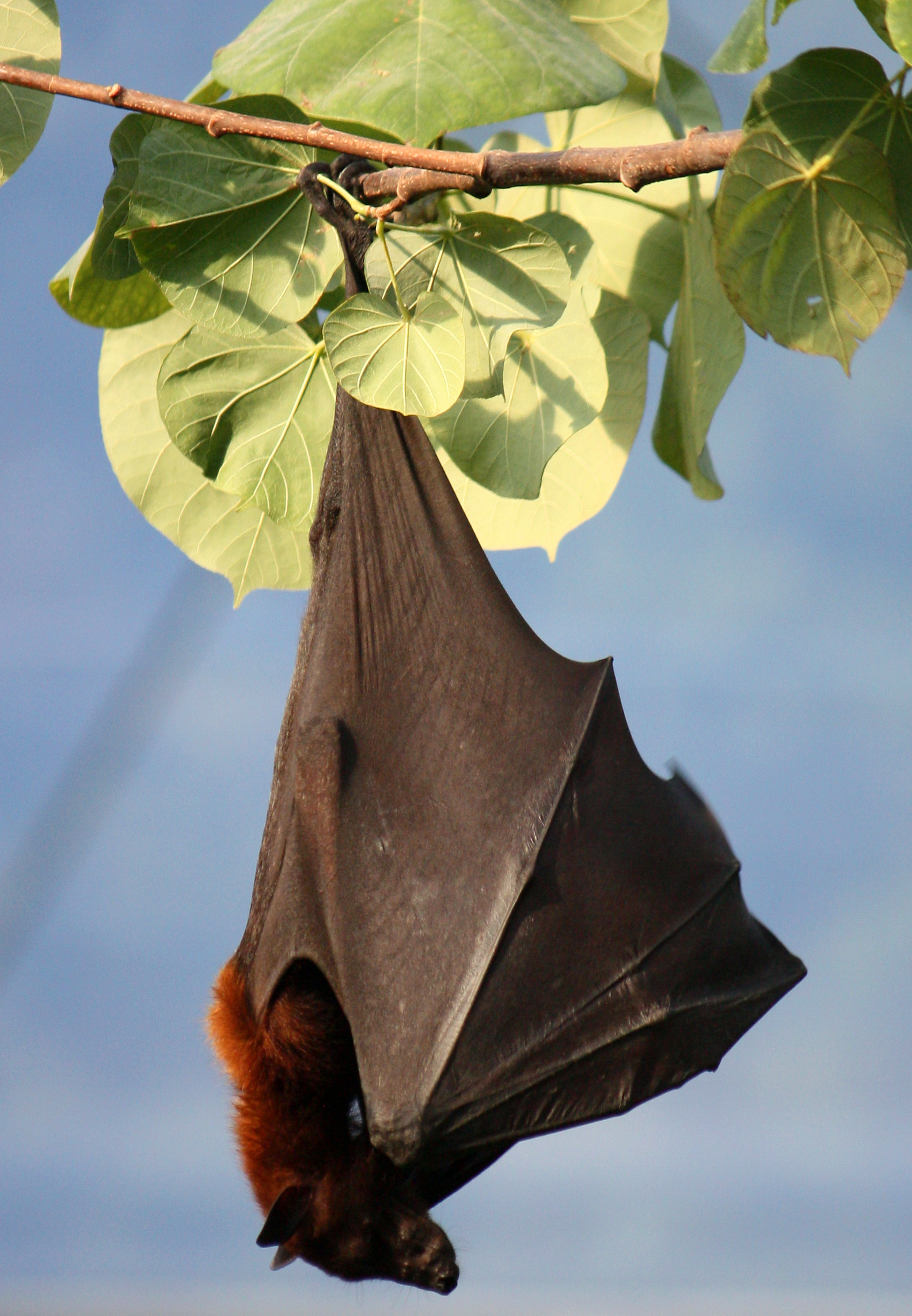
Zowel de kalong (boven) als de grote hoefijzerneus (rechts boven) behoren tot dezelfde onderorde.

Pteropodiformes of Yinpterochiroptera zijn een onderorde van Chiroptera waartoe de vleerhonden behoren, maar ook -op grond van moleculair-genetisch onderzoek- een aantal families van kleinere vleermuizen Rhinolophidae (hoefijzerneuzen), Hipposideridae (bladneuzen van de Oude Wereld), Megadermatidae (grootoorvleermuizen), Craseonycteridae (hommelvleermuis) en Rhinopomatidae (klapneuzen) worden gerekend.

## Indeling
- Onderorde Pteropodiformes
  - Familie Vleerhonden (ook wel vliegende honden of grote vleermuizen) (Pteropodidae)
  - Familie Klapneusvleermuizen (Rhinopomatidae)
  - Familie Kitti's varkensneusvleermuis (Craseonycteridae)
  - Familie Hoefijzerneuzen (Rhinolophidae)
  - Familie Bladneusvleermuizen van de Oude Wereld (Hipposideridae)
  - Familie Reuzenoorvleermuizen (Megadermatidae)

Cloacadieren · Opossums · Paucituberculata · Microbiotheria · Roofbuideldieren · Buideldassen · Buidelmollen · Klimbuideldieren · Tenreks en goudmollen · Springspitsmuizen · Buistandigen · Klipdasachtigen · Slurfdieren · Zeekoeien · Luiaards en miereneters · Gordeldierachtigen · Insecteneters · Vleermuizen · Schubdierachtigen · Roofdieren · Onevenhoevigen · Evenhoevigen · Walvissen · Knaagdieren · Haasachtigen · Huidvliegers · Toepaja's · Primaten